# Liza tade
Liza tade és un peix teleosti de la família dels mugílids i de l'ordre dels perciformes.

## Morfologia
Pot arribar als 70 cm de llargària total.

## Distribució geogràfica
Es troba des de les costes del Mar Roig i Socotra fins a les de l'Índia, Sri Lanka, Bangladesh, Illes Andaman, Malàisia, Xina, les Mariannes, Guam, les Filipines i Austràlia.